# Prohibido para menores
Prohibido para menores  es una película en blanco y negro de Argentina dirigida por Ignacio Tankel que se estrenó el 14 de noviembre de 1956 y que tuvo como protagonistas a Francisco de Paula, Diana Myriam Jones y Noemí Laserre. Fue filmada en Chivilcoy.

## Sinopsis
La desaparición de unos niños en un barrio provoca rupturas y reencuentros entre sus padres.

## Reparto
- Francisco de Paula
- Diana Myriam Jones
- Noemí Laserre
- Armando Nery
- Emilio Comte

## Comentarios
El Heraldo del Cinematografista dijo:

”Film primitivo…que al no responder a las más elementales exigencias del oficio y el entretenimiento cinematográficos, no puede resistir un análisis.”